# Manciles
Manciles est une commune d'Espagne dans la communauté autonome de Castille-et-León, province de Burgos. Elle s'étend sur 6,58 km2 et comptait environ 21 habitants en 2024.

## Localisation
Manciles est situé sur le plateau castillan ( meseta ) à une altitude de 885 mètres  et à environ 31 km à l'ouest-nord-ouest de la ville de Burgos.

## Démographie
| Année      | 1930 | 1950 | 1970 | 1981 | 1991 | 2001 | 2011 | 2021 | 2024 |
| Population | 151  | 151  | 75   | 54   | 50   | 45   | 28   | 22   | 21   |

## Économie
La région a été façonnée pendant des siècles par l’agriculture ; Les habitants d'autrefois vivaient essentiellement de manière autarcique , l'artisanat et le petit commerce jouant leur rôle. L'accent est mis sur la culture de toutes sortes d'arbres, qui ont finalement été plantés dans toute l'Espagne centrale.

## Tourisme
- Église de Saint-André ( Iglesia de San Andrés Apóstol )
- Hôtel de ville